# Ringstraßenpalais

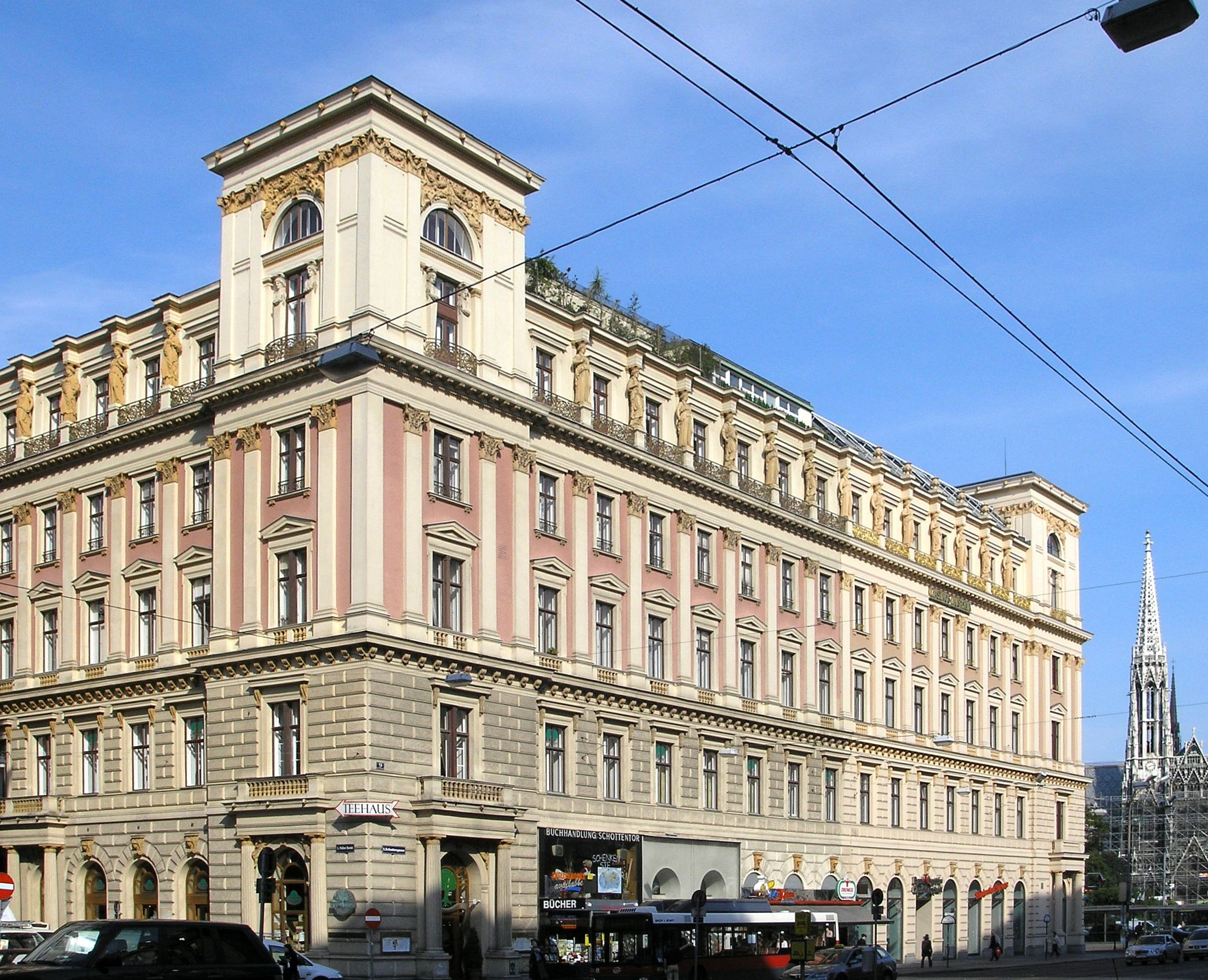
Das Palais Ephrussi am Schottentor

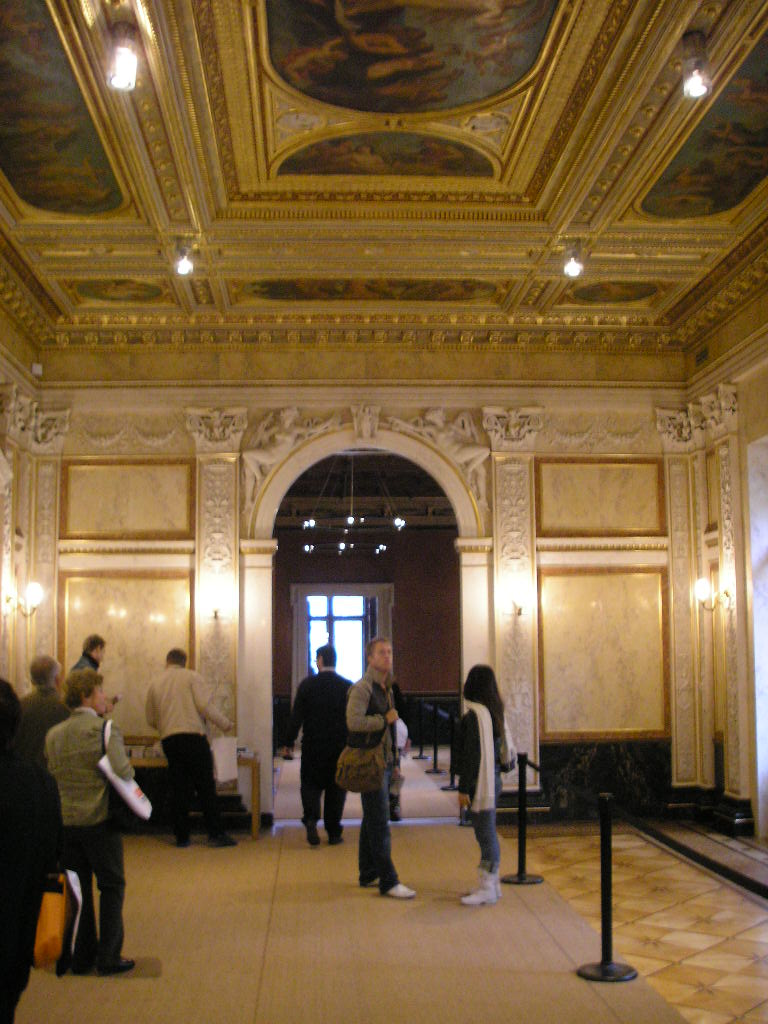
Das Interieur des Palais Epstein

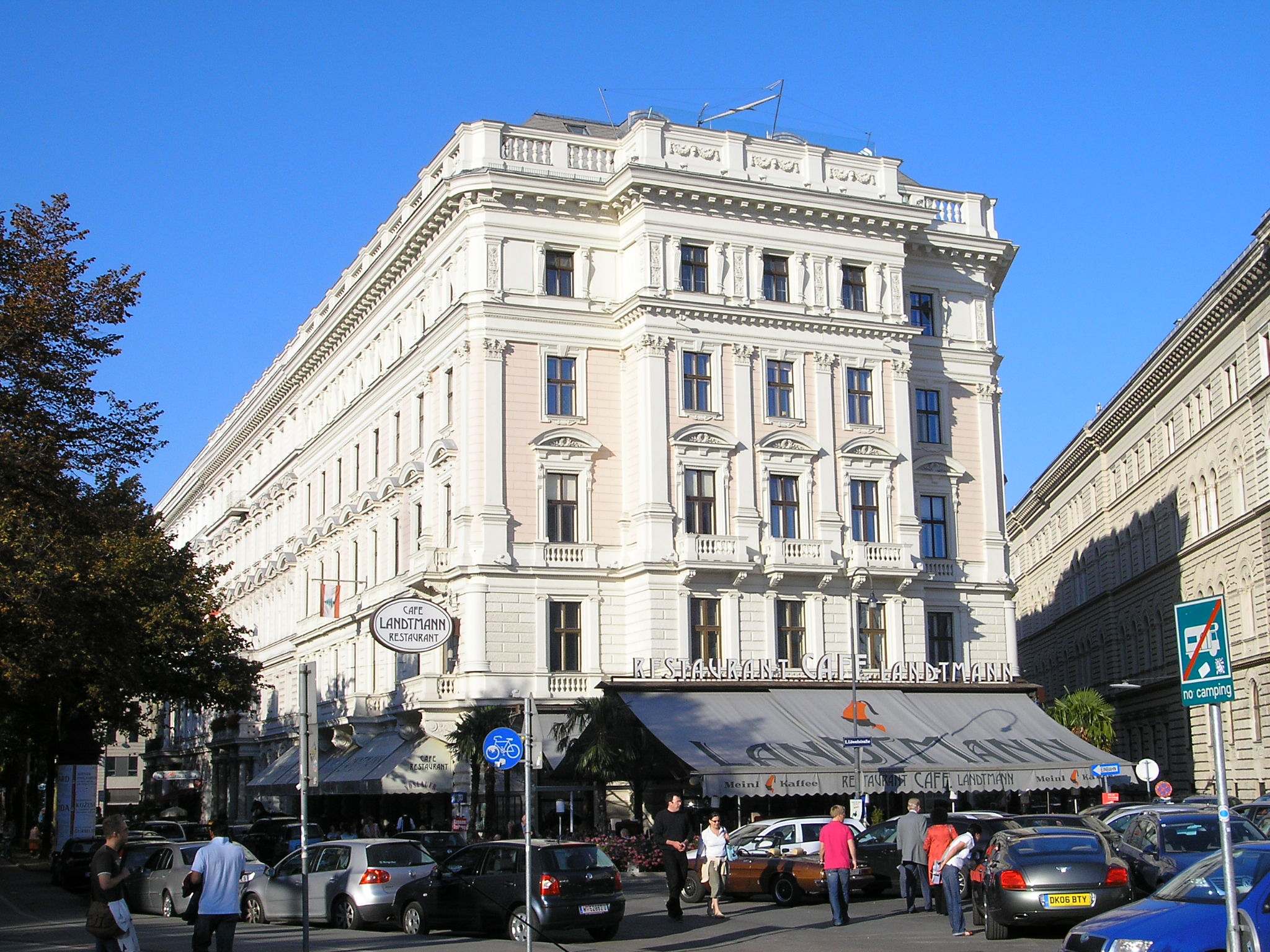
Das Palais Lieben-Auspitz, bekannt für das Café Landtmann und den literarischen Salon der Berta Zuckerkandl

Ringstraßenpalais ist der Begriff für prachtvolle Palais an der Wiener Ringstraße. Diese Gebäude wurden meistens vom alten Adel oder von Bankiers und Großindustriellen (sogenannte „Ringstraßenbarone“) im späten 19. Jahrhundert erbaut. Die Palais wurden im Ringstraßenstil erbaut, eine Mischung von Neobarock und Neorenaissance, dem Neomanierismus. Der Begriff Palais wurde etwa ab 1990 aus Marketinggründen auch für Gebäude verwendet, die, historisch gesehen, niemals Palais waren; diese sind hier nicht angeführt.
Die Ringstraßenpalais waren im Gegensatz zu älteren Wiener Stadtpalais im historischen Stadtkern meist höher und größer gebaut, mit damals modernen Einrichtungen wie Aufzügen, fließendem kalten und warmen Wasser, Sanitäreinrichtungen, elektrischem Strom und Zentralheizungen.
Meist wurde nur ein Teil der sehr repräsentativen Gebäude für die Familie selber verwendet, der Rest wurde an Unternehmen oder für andere Zwecke vermietet. Einige Ringstraßenpalais wurden auch von Mitgliedern der kaiserlichen Familie errichtet, wie das Palais Erzherzog Wilhelm und Palais Erzherzog Ludwig Viktor. Bekannt wurde das Palais Lieben-Auspitz, in dem Berta Zuckerkandl ihren berühmten literarischen Salon führte, dem bedeutendsten Salon in Wien neben dem der Baronin Todesco in der Kärntner Straße.
Die Ringstraßenpalais sind ein Sinnbild der damaligen Gründerzeit und sollten auch das Repräsentationsbedürfnis des reich gewordenen – vielfach jüdischen – Bürgertums befriedigen.
Nach dem Ersten und dem Zweiten Weltkrieg verloren die Ringstraßenpalais langsam ihre primäre Funktion als repräsentative Stadtresidenzen ihrer Erbauer und Besitzer. Nach dem „Anschluss Österreichs“ „arisierten“ die Nationalsozialisten Palais in jüdischem Besitz wie das Palais Ephrussi mit wertvollem Mobiliar. Die Zerstörungen des Zweiten Weltkrieges überdauerten sämtliche Palais äußerlich relativ unbeschädigt.
Die Gebäude sind aber nach wie vor sehr begehrt; der größte Teil der Gebäude wird zum Wohnen verwendet, Firmen haben ihren repräsentativen Hauptstadtsitz, manche wurden in Luxushotels umgewandelt. Bis heute umringt diese Palais ein Hauch von Exklusivität und sie gehören zu den teuersten Immobilien in ganz Österreich.
Zu den Ringstraßenpalais gehören folgende Gebäude:
1. Palais Colloredo-Mansfeld (Parkring 6)
2. Palais Dumba (Parkring 4)
3. Palais Ephrussi (Universitätsring 14)
4. Palais Epstein (Dr.-Karl-Renner-Ring 1)
5. Palais Erzherzog Ludwig Viktor (Schubertring / Schwarzenbergplatz 1)
6. Palais Erzherzog Wilhelm (Parkring 8)
7. Palais Gomperz (Kärntner Ring 3)
8. Palais Helfert (Parkring 18)
9. Palais Henckel von Donnersmarck (Parkring 14 / Weihburggasse 32, Hotel: Almanac Palais Vienna)
10. Palais Königswarter (Kärntner Ring 4)
11. Palais Leitenberger (Parkring 16, Hotel: Almanac Palais Vienna)
12. Palais Lieben-Auspitz (Oppolzergasse 6 / Universitätsring 4)
13. Palais Schey von Koromla (Goethegasse 3 / Opernring 10)
14. Palais Wertheim (Schwarzenbergplatz 17 / Kärntner Ring 18)
15. Palais Württemberg (Kärntner Ring 16, Hotel Imperial)

Folgende Gebäude zählen ebenfalls zum Ringstraßenpalaisstil, obwohl sie nicht direkt an der Ringstraße, aber in nächster Nähe zu dieser gelegen sind:
1. Palais Todesco (Kärntner Straße 51)
2. Palais Wiener von Welten (Schwarzenbergplatz 2)
3. Palais Pollack-Parnau (Schwarzenbergplatz 5, im Zweiten Weltkrieg zerstört)
4. Palais Wertheim (Schwarzenbergplatz 17)
5. Palais Ofenheim (Schwarzenbergplatz 15)
6. Palais Schwab (Weihburggasse 30)

Das Palais Coburg an der Coburgbastei 4 ist eine Ausnahme, da es bereits vor der Errichtung der Ringstraße knapp innerhalb der ehemaligen Stadtbefestigung erbaut wurde.
Dem Prestige des Begriffs Palais im Immobilienwesen entsprechend wurde ein ehemaliges städtisches Amtsgebäude am Schottenring 20–26 etwa seit 2000 als Palais Hansen vermarktet. Es beherbergt heute ein Hotel.

## Mediale Rezeption
Aufstieg, Glanz und Niedergang der Ringstraßenpalais und ihrer Zeit wurden in der Fernsehserie Ringstraßenpalais in den 1980er Jahren verfilmt. Sie basierte auf den Büchern von Hellmut Andics, der auch die Drehbücher schrieb. Drehort war das Palais Schey von Koromla neben dem Burggarten.